# Climacograptus
Climacograptus is een geslacht van uitgestorven graptolieten uit het Vroeg-Ordovicium tot het Vroeg-Siluur.

## Beschrijving
Climacograptus was een kolonievormend organisme met een enkele rechte tak met twee rijen scherp gebogen thecae. De buitenranden bevonden zich evenwijdig aan de tak-as. De lengte bedraagt 2,5 tot vijf centimeter.

## Soorten
- Climacograptus bicornis Hall 1847 †
- Climacograptus putillus Hall 1865 †
- Climacograptus scalaris Lapworth 1877 †